# Javorje (gmina Vlasotince)
Javorje (cyr. Јаворје) – wieś w Serbii, w okręgu jablanickim, w gminie Vlasotince. W 2011 roku liczyła 1 mieszkańca.